# Herndon (Kansas)
Herndon és una població dels Estats Units a l'estat de Kansas. Segons el cens del 2000 tenia 149 habitants.

## Demografia
Segons el cens del 2000, Herndon tenia 149 habitants, 83 habitatges, i 37 famílies. La densitat de població era de 213,1 habitants/km².
Dels 83 habitatges en un 18,1% hi vivien nens de menys de 18 anys, en un 34,9% hi vivien parelles casades, en un 8,4% dones solteres, i en un 55,4% no eren unitats familiars. En el 54,2% dels habitatges hi vivien persones soles el 33,7% de les quals corresponia a persones de 65 anys o més que vivien soles. El nombre mitjà de persones vivint en cada habitatge era d'1,8 i el nombre mitjà de persones que vivien en cada família era de 2,76.
Per edats la població es repartia de la següent manera: un 18,8% tenia menys de 18 anys, un 3,4% entre 18 i 24, un 17,4% entre 25 i 44, un 20,8% de 45 a 60 i un 39,6% 65 anys o més.
L'edat mediana era de 52 anys. Per cada 100 dones de 18 o més anys hi havia 83,3 homes.
La renda mediana per habitatge era de 17.250 $ i la renda mediana per família de 24.583 $. Els homes tenien una renda mediana de 31.563 $ mentre que les dones 11.875 $. La renda per capita de la població era de 23.005 $. Entorn del 7,7% de les famílies i el 12,3% de la població estaven per davall del llindar de pobresa.

## Poblacions més properes
El següent diagrama mostra les poblacions més properes.